# Trochosiraceae
Famille
Les Trochosiraceae sont une famille d'algues de l'embranchement des Bacillariophyta (Diatomées), de la classe des Mediophyceae et de l’ordre des Thalassiosirales.

## Étymologie
Le nom de la famille vient du genre type Trochosira, composé du préfixe troch- (du grec τροχ / troch, « roue ; disque »), et du suffixe -sira, « corde, chaine ».

## Distribution
Le genre type Trochosira, est un genre fossile dont les espèces ont été identifiés dans des sédiments océaniques situés dans les océans Arctique, Pacifique et Atlantique, et les étages géologiques Crétacé et Éocène. 

## Liste des genres et espèces
Selon AlgaeBase (20 août 2022) :
- Trisystema S.Komura, 2005
  - Trisystema multicirculare Komura, 2005
- Trochosira Kitton, 1871
  - Trochosira coronata H.J.Schrader & J.Fenner, 1976
  - Trochosira mirabilis f. rugosa J.Fenner, 1994
  - Trochosira mirabilis Kitton, 1871 espèce type (lectotype)
  - Trochosira polychaeta (Strel'nikova) P.A.Sims,  1988

## Systématique
Le nom correct complet (avec auteur) de ce taxon est Trochosiraceae Gleser, 1992.